# Sugar Mountain (album)
Sugar Mountain è il primo album in studio della cantautrice australiana Jack River, pubblicato il 22 giugno 2018.

## Tracce
1. Her Smile – 3:02
2. Ballroom – 3:15
3. Confess – 3:22
4. Limo Song – 3:46
5. Fool's Gold – 4:18
6. Mars – 0:59
7. So High – 3:24
8. Stardust & Rust – 3:19
9. Saturn – 0:33
10. Fault Line – 2:51
11. Fields – 2:51
12. Constellation Ball – 3:45
13. In Infinity – 4:48

Tracce bonus nell'edizione deluxe
1. Adolescent – 2:44
2. Sugar Mountain – 3:13
3. Fool's Gold (versione acustica) – 3:29
4. Fault Line (Gear 1 Version) – 3:18

## Classifiche
| Classifica (2018) | Posizione massima |
| ----------------- | ----------------- |
| Australia         | 11                |